# Jiří Krampol
Jiří Krampol (11. července 1938 Buštěhrad – 26. července 2025 Praha) byl český  herec, komik, dabér a moderátor.

## Herecká kariéra
V roce 1962 absolvoval pražskou DAMU v oboru činoherní herectví. V roce 1962 také získal své první angažmá v Divadle Na Fidlovačce, aby ještě ve stejném roce přešel do Divadla Na zábradlí. Provozoval také recesistické pásmo v Divadle Viola a od roku 1972 účinkoval v Divadle Ateliér. V roce 1979 se vrátil do Divadla Na zábradlí.
Během 70. a 80. letech se objevil ve stovce filmů (většinou televizních) a řadě seriálů, většinou v menších úlohách. K nejvýraznějším rolím patřil rádce v pohádce O princezně, která ráčkovala, a poručík Krejcárek v krimiseriálu Malý pitaval z velkého města.
Po emigraci Jana Třísky do Spojených států amerických v roce 1977 Krampol převzal dabování francouzského herce Jeana-Paula Belmonda. Po smrti Františka Filipovského začal také s dabingem komika Louise de Funèse.
Velkou popularitu mu přinesla spolupráce s Miloslavem Šimkem v divadle Semafor, jehož byl členem v letech 1983 až 1990. Se Šimkem napsal Krampol i řadu humorných povídek, čímž se pokusili navázat na legendární povídkové dílo Šimka a Grossmanna. 
V devadesátých letech hrál většinou vedlejší seriálové role a k filmům se vrátil s rokem 2000. Největší hereckou příležitost mu připravil Vít Olmer v povídkové komedii Waterloo po Česku (2002), kde Krampol ztvárnil pět hlavních rolí.
Na TV Prima moderoval zábavní pořad Nikdo není dokonalý, na nějž v roce 2014 navázal pořad Nikdo není perfektní na stanici TV Barrandov.
Dne 29. března 2019 proběhla premiéra představení Zajíc v pytli aneb ze Soboty znovu na Šimka, navazující na pásmo zábavních pořadů Zajíc v Pytli, které ve druhé polovině osmdesátých let připravovali Miloslav Šimek s Luďkem Sobotou (Zajíc v pytli č. 1–4) a později právě s Krampolem (Zajíc v pytli č. 5–12). V novém představení v režii Lukáše Sýkory účinkoval Jiří Krampol i Luděk Sobota a spolu s nimi Petr Jablonský, Miluše Voborníková, Viktor Sodoma, Jana Mařasová a Adriana Sobotová.

## Soukromý život
Byl čtyřikrát ženatý. Do prvního manželství s televizní hlasatelkou Janou Fořtovou se narodil syn Tomáš. S druhou ženou Hanou Suvajdžičovou má syna Jiřího. S třetí ženou Martou Krampolovou má syna Martina a syna Jana, jenž zemřel v pouhých sedmi měsících. Jeho poslední žena Hana Krampolová, roz. Kalistová (* 16. června 1961, sňatek 1993) zemřela 3. srpna 2020 na vykrvácení z prasklého vředu na jícnu. Pracovala v divadle Semafor jako uvaděčka a prodavačka, původní profesí však byla vychovatelkou v mateřské škole. Několik let před její smrtí ji sužovaly zdravotní problémy a závislosti, ze kterých byla opakovaně léčena.
Jako veterán se po sedmdesátce stále aktivně věnoval vzpírání, jehož se stal propagátorem.
Prezident republiky Miloš Zeman mu v roce 2018 udělil medaili Za zásluhy I. stupně.
V Praze žil patnáct let v Pařížské, pak v Kaprově ulici, poslední rok žil v domě pečovatelskou službou v Týnské ulici. Do roku 2014 měl s poslední manželkou dům v Okoři.
Zemřel 26. července 2025 v nemocnici v Praze v důsledku chronického srdečního selhání. Poslední rozloučení proběhlo 8. srpna ve strašnickém krematoriu v Praze.

## Filmografie
| Rok  | Film/Seriál                            |
| ---- | -------------------------------------- |
| 1958 | Tři přání                              |
| 1960 | Pochodně                               |
| 1960 | Žalobníci                              |
| 1962 | Černá dynastie                         |
| 1968 | Pasťák                                 |
| 1969 | Smrť Pavla Duchaja                     |
| 1970 | Šance                                  |
| 1970 | Čert a Káča                            |
| 1971 | Klícka                                 |
| 1971 | Ženy v ofsajdu                         |
| 1972 | Oáza                                   |
| 1972 | Půlnoční kolona                        |
| 1972 | Zlatá svatba                           |
| 1973 | Akce Bororo                            |
| 1973 | Jezdec formule risk                    |
| 1973 | Tři chlapi na cestách                  |
| 1973 | Zlá noc                                |
| 1974 | Holky z porcelánu                      |
| 1974 | Muž z Londýna                          |
| 1974 | Sedmého dne večer                      |
| 1974 | Sokolovo                               |
| 1975 | 30 případů majora Zemana               |
| 1976 | Boty plné vody                         |
| 1976 | Operace Daybreak                       |
| 1976 | Osvobození Prahy                       |
| 1976 | Parta hic                              |
| 1977 | Jak se točí Rozmarýny                  |
| 1977 | Jen ho nechte, ať se bojí              |
| 1977 | Pasiáns                                |
| 1977 | Tajemství proutěného košíku            |
| 1978 | Ježčí kůže                             |
| 1978 | Pumpaři od Zlaté podkovy               |
| 1978 | Radost až do rána                      |
| 1979 | Arabela                                |
| 1979 | Dnes v jednom domě                     |
| 1979 | Choď a nelúč sa                        |
| 1979 | O zakleté princezně                    |
| 1980 | Ten svetr si nesvlíkej                 |
| 1980 | Hra o královnu                         |
| 1980 | Lucie, postrach ulice                  |
| 1980 | Pátek není svátek                      |
| 1980 | Signum Laudis                          |
| 1980 | Snídaně v pánském pyžamu               |
| 1980 | Triptych o láske                       |
| 1981 | Buldoci a třešně                       |
| 1981 | Mezičas                                |
| 1981 | Otec                                   |
| 1982 | Kaskadér                               |
| 1982 | Malý pitaval z velkého města           |
| 1983 | Návštěvníci                            |
| 1984 | Atomová katedrála                      |
| 1984 | ...a zase ta Lucie!                    |
| 1984 | Komediant                              |
| 1985 | Profíci                                |
| 1985 | Vlčí bouda                             |
| 1986 | Smrt krásných srnců                    |
| 1986 | Synové a dcery Jakuba skláře           |
| 1986 | O princezně, která ráčkovala           |
| 1989 | Dva lidi v zoo                         |
| 1993 | Nahota na prodej                       |
| 1995 | Den, kdy unesli papeže                 |
| 1995 | Nebezpečná kořist                      |
| 1997 | Bumerang                               |
| 1999 | Nemocnice na pokraji zkázy             |
| 2000 | Četnické humoresky                     |
| 2000 | Pra pra pra                            |
| 2002 | Andělská tvář                          |
| 2002 | Waterloo po česku                      |
| 2004 | Nadměrné maličkosti: Stavovské rozdíly |
| 2005 | Divoká krev Jiřího Císlera             |
| 2005 | Šimek šoumen                           |
| 2009 | 2Bobule                                |
| 2012 | Nikdo není dokonalý                    |
| 2012 | Bastardi 2                             |
| 2012 | Bastardi 3                             |
| 2013 | Kameňák 4                              |
| 2015 | Vánoční Kameňák                        |
| 2016 | Tajemství pouze služební               |
| 2021 | Stáří není pro sraby                   |
| 2023 | Bastardi 4: Reparát                    |
| 2024 | Láska na zakázku                       |

## Televize
- 1969 Záhada hlavolamu (TV seriál) – role: Jaroslav Machoň
- 1984 Ze Soboty na Šimka aneb Zajíc v pytli (hudebně-zábavní pořad)
- 1986 Zajíc v pytli č. 3 (hudebně-zábavní pořad)
- 1987 Zajíc v pytli č. 5 (hudebně-zábavní pořad)
- 1987 Zajíc v pytli č. 6 (hudebně-zábavní pořad)
- 1987 Zajíc v pytli č. 7 (hudebně-zábavní pořad)
- 1988 Zajíc v pytli č. 8 (hudebně-zábavní pořad)
- 1988 Chlapci a chlapi (TV seriál)
- 1989 Zajíc v pytli č. 9: Spolu s Jiřím Grossmannem (hudebně-zábavní pořad)
- 1989 Zajíc v pytli č. 10 (hudebně-zábavní pořad)
- 1990 Zajíc v pytli č. 11 (hudebně-zábavní pořad)
- 1990 Zajíc v pytli č. 12 (hudebně-zábavní pořad)
- 1997–2005, 2011 – Nikdo není dokonalý (zábavní pořad) Prima TV